# Quốc lộ 28
Quốc lộ 28 là một tuyến quốc lộ nối phía nam Nam Trung Bộ với phía nam Tây Nguyên. Quốc lộ đi từ điểm giao cắt Quốc lộ 1 tại phía bắc thành phố Phan Thiết, tỉnh Bình Thuận đến điểm giao cắt với Quốc lộ 14 tại thị trấn Ea T'ling, huyện Cư Jút, tỉnh Đắk Nông.
Tại tỉnh Bình Thuận, quốc lộ đi qua huyện Hàm Thuận Bắc theo hướng nam – bắc, mang tên đường 8 tháng 4 tại huyện lỵ thị trấn Ma Lâm, trước khi xuyên qua vùng núi nằm giáp ranh hai tỉnh Bình Thuận và Lâm Đồng. Tại tỉnh Lâm Đồng, quốc lộ trước tiên đi qua huyện Di Linh theo hướng nam – bắc, nơi đây mang tên đường Lê Lợi tại huyện lỵ thị trấn Di Linh. Sau một hồi bị ngắt quãng bởi quốc lộ 20, tuyến đường đổi tên sang đường Lý Thường Kiệt, rồi mang lại tên quốc lộ 28 khi ra khỏi thị trấn. Tuyến đường tiếp tục đi qua phía bắc huyện Di Linh, băng qua sông Đồng Nai trên cầu Đa Dung, đi vào huyện Lâm Hà một quãng đường ngắn và tiến đến tỉnh Đắk Nông.
Tại tỉnh Đắk Nông, quốc lộ đi qua vườn quốc gia Tà Đùng trước khi đi qua huyện Đắk Glong theo hường nam – bắc, rồi theo hường đông – tây và đi vào huyện lỵ xã Quảng Khê. Tiếp đến, quốc lộ đi qua bên phía đông thành phố Gia Nghĩa, mang tên đường Hùng Vương trước khi đến vòng xoay Trần Phú và mang tên đường Trần Phú sau khi qua vòng xoay. Quốc lộ sau đó quay lại huyện Đắk Glong và đi theo hường tây nam – đông bắc, rồi đi qua huyện Krông Nô theo hướng nam – bắc và cuối cùng đi qua thị trấn Ea T'ling và kết thúc tại giao lộ với Quốc lộ 14.
Tiền thân của Quốc lộ 28 là phần lớn đường liên tỉnh lộ 8B dưới chính quyền Việt Nam Cộng hòa, đi theo gần giống tuyến đường như ngày nay từ quận Hàm Thuận, tỉnh Bình Thuận đến thị xã Gia Nghĩa, tỉnh Quảng Đức, và hương lộ 344 từ thị xã đến suối Đắk Prí thuộc quận Đức Lập, tỉnh Quảng Đức, gần sông Krông Nô. Sau năm 1975, khi Nhà nước thực hiện chính sách xây dựng các vùng kinh tế mới, tuyến đường từ suối Đắk Prí đến thị trấn Ea T'Ling được xây dựng, đặt tên là tỉnh lộ 684; năm 2015, toàn bộ tỉnh lộ được sáp nhập vào quốc lộ 28.
Trên tuyến đường có nhiều đèo dốc, trong đó đáng chú ý hơn cả là đèo Gia Bắc (đèo Di Linh) ở ranh giới tỉnh Bình Thuận - Lâm Đồng, đèo Quảng Khê. Trên đèo này, có vài đoạn đường khá nhỏ hẹp (đủ 1 làn xe khách loại lớn chạy), đường dốc quanh co, nhiều cua gắt. So với đèo Bảo Lộc hay đèo Prenn thì đèo Gia Bắc nguy hiểm và khó đi hơn nhiều. Đường được rải nhựa toàn tuyến nên xe du lịch 50 chỗ vẫn có thể lưu thông, tuy nhiên nếu 2 xe ngược chiều thì tránh nhau hơi khó.